# إسرائيل كوربوريشن
إسرائيل كوربوريشن (بالعبرية: החברה לישראל) (بالإنجليزية: Israel Corporation)‏ هي أكبر شركة إسرائيلية قابضة . تأسست في 1968. يقع مقرها في تل أبيب.

## وصلات خارجية
- الموقع الإلكتروني